# 暖地大葉蘚
暖地大葉蘚（学名：Rhodobryum giganteum）为真蘚科大葉蘚屬下的一个种。